# 朝霧浄
朝霧 浄（あさぎり じょう、生年月日非公開 - ）は日本のAV監督、演出家、脚本家。元AVプロデューサーである。

## 略歴
地方大学卒業後、映画監督を目指し上京。企業映像制作、CM制作会社など映像業界を転々とし、助監督募集の告知を見て1999年、25歳でAVメーカー・ホットエンターテイメントに入社。「人を撮れればAVでも何でもよかった」という入社動機であったが、当時のホットは映画やオリジナルビデオ作品も外注として製作していたため、AVの現場でADとして働きながら、映画やオリジナルビデオの現場で助監督としてドラマ制作を学ぶ。人数が少ない現場だったこともあり、カメラや照明など機材の使い方も並行して学び、入社3ヶ月で『綺麗なお姉さんがしてあげるわ』シリーズでAV監督デビュー。CM制作時代はカメラはカメラマンのものという専業だったため、なんでも覚えられたこの時期は大きいといい、2019年現在でもスタッフの頭数か少ないときは自分でカメラを回し、照明などの調節も行う。この時期の1歳下で先に入っていた先輩にAV監督のきとるね川口がいる。
2001年に退社し、AVメーカー・kmpに入社。主にプロデューサー業務を担当。監督業も担っていたが、プロデュース業が多忙なため月に1本が限度だったこともあり2006年にフリーの監督に転身。映画監督志望だったこともあり、脚本と演出にこだわったドラマ物作品を得意とし、h.m.pで2017年3月からシリーズものとして続ける『淫魔（サキュバス）に精子が空になるまで毎晩吸い尽くされる』。2018年1月からシリーズ化したアリスJAPAN『彼女が3日間家族旅行で家を空けるというので、彼女の友達と3日間ハメまくった記録（仮）』がヒット。自身の作品のほか、他社メーカーから類似作品も多く発売された。
自身も企画書の立ち上げには漫画作品などを参考にしているため、オマージュされたことに対しては「光栄に思っている」が、「パクるならうまくやってくれ、ジャンルを盛り上げるような作品にしてくれ」と粗悪な作品については怒りも示している。
2019年にはFANZA配信ジャンル検索ランキングで「3日間もの」が年間トップを獲得。2020年、監督名で作品が売れる唯一の監督ともいわれる。
2020年2月、『彼女が3日間家族旅行で家を空けるというので、彼女の友達と3日間ハメまくった記録（仮）』（アリスJAPAN）で週刊プレイボーイ・AVライター選定「2020エロデミー賞」脚本賞を受賞。
2020年9月から断続的にtwitterにて投稿した「朝霧流AV演出」が話題を呼ぶ。

## 人物
男優をなるべく映さず女優の体のみをフレームに映す現代のAVのルールを壊そうと、ドラマ作品では引きのカメラを多用し、男優の表情も映す演出を好む。
3日間ものは2018年1月13日に川上奈々美出演作を発売。10月13日に麻里梨夏出演作を発売し、2019年9月13日発売の枢木あおい主演作でクリーンヒット（なお、枢木も週刊プレイボーイ2023年5月29日号のインタビューでこの作品を「一番心に残っている作品」として挙げている）。過去作が見直されブームとなったが、「運よく最初に川上奈々美といううまい女優さんと出会えたのが大きかった」と第1作でベースとなる台本を基にし、現場での女優のアイディアを組み入れシナリオを組み上げていく手法を構築できたことがその後につながったと振り返っている。2019年現在でも拷問作品など個を殺してプロデューサーの案を忠実に撮ることもするが、当該作は女優は決まっているが内容が決まっておらず、企画丸投げの作品であった。企画書は溜めてあったため、「そろそろ自分はこういうのがエロイんだと、思ってるものを前面に出していかなきゃいけないなと思うようになってたので」と、自身にとっても分岐点であった作品であるという。
ドラマ作品では5回のセックスシーンがあれば5回とも人物の感情は違うはずと、演者のために台本とは別途、表を作り提示したことがある。これは「気持ちさえ合っていれば、セリフなんてどうでもいい」という意味合いから制作。
研究者の服部恵典は3日間シリーズに関し、「単にドラマ部分が長いのではなく、セックスシーンにまでドラマを感じる」と批評している。錦鯉・渡辺隆はファンを公言している。
もともとAVに興味があるわけではなく業界入りした点については「抵抗はちょっとあったと思います。でも、入社1週間くらいでなじみましたね」と語っている。

## 監督作品

### アダルトビデオ
代表的なシリーズ監督作のみ表記
- 『拷問無残』（2016年-、アタッカーズ）

- 『淫魔に精子が空になるまで毎晩吸い尽くされる』シリーズ（2017年-、h.m.p DORAMA）

- 『彼女が3日間家族旅行で家を空けるというので、彼女の友達と3日間ハメまくった記録（仮）』シリーズ（2018年-、アリスJAPAN）
- 『隣の地味な女子大生は隠れ爆乳の眼鏡腐女子』シリーズ（2018年-、h.m.p DORAMA）
- 『抱かれたくない男に死にたくなるほどイカされて…』（2018年-、マドンナ）
- 『未だに現役で母さんを抱きまくる僕の絶倫オヤジに嫁が欲情して危険日狙って中出し逆夜●い』シリーズ（2018年-、溜池ゴロー）
- 『カラミざかり』（2019年、ムーディーズ）

### オリジナルビデオ
- 妹のかくしごと 〜お姉ちゃん、ごめんね…〜 （2005年6月22日、ビーエムドットスリー）主演：nao.[12]
- エロティックな関係 愛と性に関する4つのストーリー（2005年9月28日、ビーエムドットスリー）主演：早坂ひとみ
- 美人女教師監禁飼育（2005年10月26日、BMGジャパン）主演：早坂ひとみ
- 淫乱団地妻 〜美人妻の危ない情事〜（2005年12月21日、ビーエムドットスリー）主演：早坂ひとみ
- 結婚前夜 濃密な3日間の出来事（2023年7月5日、Breeze）主演：山岸逢花、及川大智
- 料理教室 もうすぐ妻が帰ってきます（2023年9月5日、Breeze）主演：美谷朱里[13]

## 原作

### 漫画
- 僕の彼女が不在中に、彼女の親友のAV女優とハメまくった日々の断片（2021年2月6日 - 2022年4月2日、アナンガ・ランガ電子書籍編集部）作画：ありのひろし　単行本全1巻
- 文学女子は絶倫教授の巨根に抗えない（2024年3月9日 - 、アシオナNEXT・渋谷六花舎）作画：